# Raionul Rozdolne, Crimeea
Rozdolne (în ucraineană Роздольненський район, transliterat: Rozdolnenskîi raion) este un raion în Republica Autonomă Crimeea, Ucraina. Reședința sa este așezarea de tip urban Rozdolne.

## Demografie
Componența lingvistică a raionului Rozdolne
     Rusă (63,97%)
     Ucraineană (20,84%)
     Tătară crimeeană (12,64%)
     Alte limbi (0,55%)
Conform recensământului din 2001, majoritatea populației raionului Rozdolne era vorbitoare de rusă (63,97%), existând în minoritate și vorbitori de ucraineană (20,84%) și tătară crimeeană (12,64%).